# Rallye Dakar 2016
Navigation
Édition précédente Édition suivante
Le Rallye Dakar 2016 est le 38e Rallye Dakar ; il se déroule pour la huitième année consécutive en Amérique du Sud. Le parcours de cette édition est une diagonale partant de Lima et arrivant à Rosario en traversant le Pérou, la Bolivie et l'Argentine. C'est la première fois que le Chili n’accueille pas le rallye, en raison d'importants dégâts des eaux dus aux pluies ayant eu lieu après le rallye de 2015 dans le nord du pays. C'est la troisième fois que le Pérou et la Bolivie reçoivent le rallye.
Le 24 août 2015, le Pérou refuse que le Dakar passe dans le pays afin que les autorités locales puissent se préparer au phénomène El Niño qui devrait être violent cette année. En conséquence, le Dakar se déroule entre l'Argentine et la Bolivie. Le nouveau programme du parcours est dévoilé à la mi-septembre : le rallye s'élancera finalement de Buenos Aires, passera par Uyuni (Bolivie) et se terminera à Rosario.

## Parcours

### Étapes
Ne sont indiqués que les distances des spéciales chronométrées. En raison des intempéries importantes, la première étape est annulée et les étapes 2 et 3 ont été raccourcies.
| Étape    | Date            | Départ              | Arrivée             | Moto          | Quad          | Auto          | Camion        |
| -------- | --------------- | ------------------- | ------------------- | ------------- | ------------- | ------------- | ------------- |
| Prologue | sam. 2 janvier  | Buenos Aires        | Rosario             | 11 km         | 11 km         | 11 km         | 11 km         |
| 1        | dim. 3 janvier  | Rosario             | Villa Carlos Paz    | 227 km        | 227 km        | 258 km        | 258 km        |
| 2        | lun. 4 janvier  | Villa Carlos Paz    | Termas de Rio Hondo | 450 km 354 km | 450 km 354 km | 521 km 373 km | 521 km 373 km |
| 3        | mar. 5 janvier  | Termas de Rio Hondo | Jujuy               | 314 km 190 km | 314 km 190 km | 314 km 190 km | 314 km 190 km |
| 4        | mer. 6 janvier  | Jujuy               | Jujuy               | 429 km        | 429 km        | 429 km        | 418 km        |
| 5        | jeu. 7 janvier  | Jujuy               | Uyuni               | 327 km        | 327 km        | 327 km        | 327 km        |
| 6        | ven. 8 janvier  | Uyuni               | Uyuni               | 542 km        | 542 km        | 542 km        | 295 km        |
| 7        | sam. 9 janvier  | Uyuni               | Salta               | 353 km        | 353 km        | 353 km        | 353 km        |
|          | dim. 10 janvier | Salta               | Jour de repos       | Jour de repos | Jour de repos | Jour de repos | Jour de repos |
| 8        | lun. 11 janvier | Salta               | Belén               | 393 km        | 393 km        | 393 km        | 393 km        |
| 9        | mar. 12 janvier | Belén               | Belén               | 285 km        | 285 km        | 285 km        | 285 km        |
| 10       | mer. 13 janvier | Belén               | La Rioja            | 278 km        | 278 km        | 278 km        | 278 km        |
| 11       | jeu. 14 janvier | La Rioja            | San Juan            | 431 km        | 431 km        | 431 km        | 431 km        |
| 12       | ven. 15 janvier | San Juan            | Villa Carlos Paz    | 481 km        | 481 km        | 481 km        | 267 km        |
| 13       | sam. 16 janvier | Villa Carlos Paz    | Rosario             | 180 km        | 180 km        | 180 km        | 180 km        |

## Participants

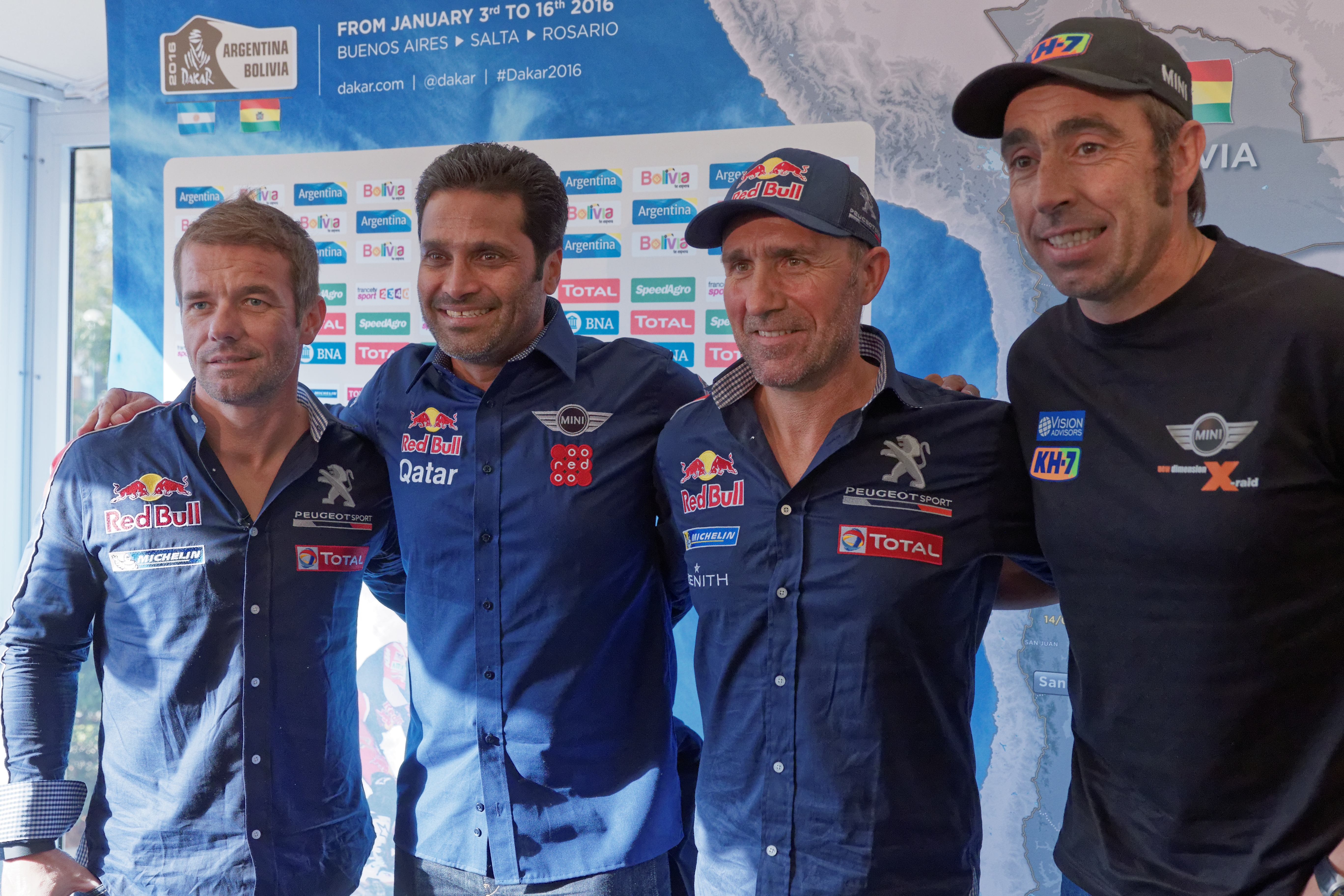
Quelques favoris de la catégorie auto lors de la conférence de presse du 18 novembre 2015. de la gauche vers la droite : Sébastien Loeb, Nasser Al-Attiyah, Stéphane Peterhansel et Nani Roma.

Dans la catégorie auto, trois anciens pilotes de rallye WRC font leurs débuts : Sébastien Loeb, Mikko Hirvonen et Martin Prokop. Cinq anciens vainqueurs sont au départ : Stéphane Peterhansel (qui remporte cette édition, signant là la première victoire de Peugeot depuis 1990), Nasser Al-Attiyah, Nani Roma, Carlos Sainz et Giniel de Villiers, ainsi que Cyril Despres, vainqueur en moto à cinq reprises.
Dans la catégorie moto, l'australien Toby Price, sur KTM, devient le premier vainqueur non européen de la course. Le néerlandais Gerard de Rooy et l'italien Marcos Patronelli, respectivement sur camion Iveco et quad Yamaha, remportent pour leur part le deuxième Dakar en carrière.
| Étape | Motos | Autos | Camions | Quads | Total |
| ----- | ----- | ----- | ------- | ----- | ----- |
| P     | 136   | 111   | 55      | 45    | 347   |
| 2     | 136   | 110   | 55      | 45    | 346   |
| 3     | 133   | 109   | 54      | 44    | 340   |
| 4     | 132   | 109   | 54      | 44    | 339   |
| 5     | 130   | 101   | 54      | 43    | 328   |
| 6     | 124   | 99    | 53      | 39    | 315   |
| 7     | 117   | 96    | 52      | 36    | 301   |
| 8     | 112   | 91    | 51      | 36    | 290   |
| 9     | 105   | 90    | 50      | 35    | 280   |
| 10    | 100   | 81    | 50      | 34    | 265   |
| 11    | 91    | 80    | 50      | 31    | 252   |
| 12    | 85    | 69    | 46      | 25    | 225   |
| 13    | 84    | 68    | 43      | 24    | 219   |
| F     | 84    | 66    | 41      | 23    | 214   |

Présentation des principaux engagés par catégorie et par équipe (réalisant l'assistance des concurrents).

### Motos
| Auto                 | Équipe                                                                | Numéro | Equipage                           |
| -------------------- | --------------------------------------------------------------------- | ------ | ---------------------------------- |
| Honda CRF 450 Rally  | Team HRC                                                              | 2      | Paulo Gonçalves                    |
| Honda CRF 450 Rally  | Team HRC                                                              | 6      | Joan Barreda                       |
| Honda CRF 450 Rally  | Team HRC                                                              | 19     | Michaël Metge                      |
| Honda CRF 450 Rally  | Team HRC                                                              | 32     | Paolo Ceci                         |
| Honda CRF 450 Rally  | Team HRC                                                              | 48     | Ricky Brabec                       |
| Honda CRF 450 Rally  | Honda South America Rally Team                                        | 22     | Javier Pizzolito                   |
| Honda CRF 450 Rally  | Honda South America Rally Team                                        | 47     | Kevin Benavídes                    |
| Honda CRF 450 Rally  | Honda Brasil                                                          | 26     | Jean de Azevedo                    |
| Honda CRF 450 Rally  | Honda Brasil                                                          | 61     | Adrien Metge                       |
| KTM 450 Rally        | Red Bull KTM Factory Team KTM Racing Team                             | 3      | Toby Price                         |
| KTM 450 Rally        | Red Bull KTM Factory Team KTM Racing Team                             | 11     | Jordi Viladoms                     |
| KTM 450 Rally        | Red Bull KTM Factory Team KTM Racing Team                             | 12     | Laia Sanz                          |
| KTM 450 Rally        | Red Bull KTM Factory Team KTM Racing Team                             | 14     | Matthias Walkner                   |
| KTM 450 Rally        | Red Bull KTM Factory Team KTM Racing Team                             | 49     | Antoine Méo                        |
| KTM 450 Rally        | Slovnaft Team                                                         | 5      | Stefan Svitko                      |
| KTM 450 Rally        | Team Casteu Adventure                                                 | 9      | David Casteu                       |
| KTM 450 Rally        | Team Casteu Adventure                                                 | 82     | Harite Gabari                      |
| KTM 450 Rally        | Team Casteu Adventure                                                 | 73     | Laurent Lazard                     |
| KTM 450 Rally        | Nomade Racing                                                         | 10     | Olivier Pain                       |
| KTM 450 Rally        | Nomade Racing                                                         | 54     | Loïc Minaudier                     |
| KTM 450 Rally        | Nomade Racing                                                         | 79     | Xavier Moreau                      |
| KTM 450 Rally        | Nomade Racing                                                         | 90     | Bruno Bony                         |
| KTM 450 Rally        | Nomade Racing                                                         | 98     | Damien Udry                        |
| KTM 450 Rally        | Nomade Racing                                                         | 116    | Christopher Cork                   |
| KTM 450 Rally        | Nomade Racing                                                         | 134    | Jamie Smith                        |
| KTM 450 Rally        | Nomade Racing                                                         | 135    | Nicolas Monnin                     |
| KTM 450 Rally        | Jakeš Dakar Team                                                      | 16     | Ivan Jakeš                         |
| KTM 450 Rally        | Himoinsa Racing Team                                                  | 23     | Gerard Farrés                      |
| KTM 450 Rally        | Himoinsa Racing Team                                                  | 52     | Ivan Cervantes                     |
| KTM 450 Rally        | Himoinsa Racing Team                                                  | 62     | Daniel Oliveras Carreras           |
| KTM 450 Rally        | Himoinsa Racing Team                                                  | 92     | Antonio Gimeno                     |
| KTM 450 Rally        | Himoinsa Racing Team                                                  | 93     | Rosa Romero                        |
| KTM 450 Rally        | Team Hans Vogels                                                      | 29     | Hans Vogels                        |
| KTM 450 Rally        | Team Hans Vogels                                                      | 124    | David Wijnhoven                    |
| KTM 450 Rally        | Autonet Motorcycle Team                                               | 33     | Emanuel Gyenes                     |
| KTM 450 Rally        | KTM Warsaw Rally Team Chaco Salvatierra Racing                        | 36     | Juan Carlos Salvatierra            |
| KTM 450 Rally        | KTM Warsaw Rally Team Chaco Salvatierra Racing                        | 45     | Armand Monleón                     |
| KTM 450 Rally        | KTM Warsaw Rally Team Chaco Salvatierra Racing                        | 53     | Pablo Rodríguez                    |
| KTM 450 Rally        | KTM Warsaw Rally Team Chaco Salvatierra Racing                        | 66     | Francisco Arredondo                |
| KTM 450 Rally        | KTM Warsaw Rally Team Chaco Salvatierra Racing                        | 71     | Jun Mitsuhashi                     |
| KTM 450 Rally        | Barth Racing Team                                                     | 37     | David Pabiška                      |
| KTM 450 Rally        | Barth Racing Team                                                     | 148    | Rudolf Lhotský                     |
| KTM 450 Rally        | RR Motos                                                              | 44     | Mario Patrao                       |
| KTM 450 Rally        | Orlen Team                                                            | 58     | Jakub Piątek                       |
| KTM 450 Rally        | M.E.D. Racing Team                                                    | 104    | Diego Martin Duplessis             |
| KTM 450 Rally        | ICO Racing / Rally Pan Am                                             | 105    | Scott Bright                       |
| KTM 450 Rally        | ICO Racing / Rally Pan Am                                             | 106    | Ian Blythe                         |
| KTM 450 Rally        | Pedrega Racing Gernika Off-Road                                       | 91     | Nicolas Alberto Cardona            |
| Husqvarna 450 Rally  | Pedrega Racing Gernika Off-Road                                       | 27     | Txomin Arana                       |
| Husqvarna 450 Rally  | Rockstar Energy Husqvarna Factory Racing                              | 4      | Pablo Quintanilla                  |
| Husqvarna 450 Rally  | Rockstar Energy Husqvarna Factory Racing                              | 8      | Ruben Faria                        |
| Husqvarna 450 Rally  | Rockstar Energy Husqvarna Factory Racing                              | 51     | Pierre-Alexandre Renet             |
| Husqvarna 450 Rally  | HT Husqvarna Rally Raid                                               | 31     | Ondřej Klymčiw                     |
| Husqvarna 450 Rally  | HT Husqvarna Rally Raid                                               | 50     | Jacopo Cerutti                     |
| Husqvarna 450 Rally  | HT Husqvarna Rally Raid                                               | 59     | Simone Agazzi                      |
| Husqvarna 450 Rally  | HT Husqvarna Rally Raid                                               | 84     | Sjaak Martens                      |
| Husqvarna 450 Rally  | HT Husqvarna Rally Raid                                               | 103    | Alexander Smith                    |
| Husqvarna 450 Rally  | HT Husqvarna Rally Raid                                               | 112    | Hans Smit                          |
| Husqvarna 450 Rally  | HT Husqvarna Rally Raid                                               | 145    | Carroll Gittere                    |
| Husqvarna 450 Rally  | Van Pelt Motorsport                                                   | 34     | Robert van Pelt, Jr                |
| Yamaha WR450F        | Yamalube Yamaha Official Rally Team Yamalube Yamaha Junior Rally Team | 7      | Hélder Rodrigues                   |
| Yamaha WR450F        | Yamalube Yamaha Official Rally Team Yamalube Yamaha Junior Rally Team | 18     | Alessandro Botturi                 |
| Yamaha WR450F        | Yamalube Yamaha Official Rally Team Yamalube Yamaha Junior Rally Team | 30     | Xavier de Soultrait                |
| Yamaha WR450F        | Yamalube Yamaha Official Rally Team Yamalube Yamaha Junior Rally Team | 42     | Adrien van Beveren                 |
| Yamaha 450 YZF       | Yamaha Netherlands Verhoeven Team                                     | 15     | Frans Verhoeven                    |
| Yamaha 450 YZF       | Yamaha HFP La Compagnie du Lit                                        | 35     | Xavier de Soultrait                |
| Sherco TVS RTR 450   | Sherco TVS Rally Factory                                              | 17     | Juan Pedrero                       |
| Sherco TVS RTR 450   | Sherco TVS Rally Factory                                              | 20     | Alain Duclos                       |
| Sherco TVS RTR 450   | Sherco TVS Rally Factory                                              | 60     | Florent Vayssade                   |
| Suzuki RMZ 450 Rally | Suzuki Rallye Team - X Raids                                          | 21     | Daniel Gouet                       |
| Suzuki RMZ 450 Rally | Suzuki Rallye Team - X Raids                                          | 56     | Santosh Chunchunguppe Shivashankar |
| Suzuki RMZ 450 Rally | Suzuki Rallye Team - X Raids                                          | 63     | José Ignacio Cornejo               |
| Suzuki RMZ 450 Rally | Suzuki Rallye Team - X Raids                                          | 115    | Cristian España                    |
| Suzuki RMZ 450 Rally | Suzuki Rallye Team - X Raids                                          | 139    | Sebastian Cavallero                |

### Quads
| Auto              | Équipe                               | Numéro | Equipage                    |
| ----------------- | ------------------------------------ | ------ | --------------------------- |
| Yamaha Raptor     | Orlen / Sonik Team                   | 250    | Rafał Sonik                 |
| Yamaha Raptor     | XRaids Team MPM XC                   | 251    | Ignacio Casale              |
| Yamaha Raptor     | XRaids Team MPM XC                   | 266    | Sebastián Palma             |
| Yamaha Raptor     | Consultores de Empresas              | 254    | Jeremias Gonzalez           |
| Yamaha Raptor     | Sanabria Dakar Team                  | 257    | Nelson Sanabria             |
| Yamaha Raptor     | Airon Racing Team                    | 264    | Sergey Karyakin             |
| Yamaha Raptor     | Alexis Hernandez Racing              | 265    | Alexis Hernández            |
| Yamaha Raptor     | Giordana-Carignani Dakar Team        | 268    | Giuliano Horacio Giordana   |
| Yamaha Raptor     | Giordana-Carignani Dakar Team        | 278    | Juan Carlos Carignani       |
| Yamaha Raptor     | MX Devesa                            | 272    | Pablo Copetti               |
| Yamaha Raptor     | Team Rhide SA                        | 274    | Brian Baragwanath           |
| Yamaha Raptor     | Team Rhide SA                        | 276    | George Twigge               |
| Yamaha YFZ        | Team Rhide SA                        | 275    | Edward Barbier              |
| Yamaha Watriciclo | Yamaha Racing                        | 252    | Marcos Patronelli           |
| Yamaha Watriciclo | Yamaha Racing                        | 253    | Alejandro Patronelli        |
| Yamaha YFM        | Quadssvmag.com                       | 259    | Camelia Liparoti            |
| Yamaha YFM        | Taguatur Racing Team                 | 292    | Marcelo Medeiros            |
| Yamaha YFM        | Yamaha Racing Team Peru              | 297    | Enrique Umbert Okumura      |
| Honda TRX         | MEC Team Nosiglia                    | 256    | Walter Nosiglia             |
| Honda TRX         | MEC Team Nosiglia                    | 263    | Santiago Hansen             |
| Honda TRX         | Equipo YPF Elaion Moto Rally         | 261    | Daniel Domaszewski          |
| Honda TRX         | Equipo YPF Elaion Moto Rally         | 267    | Lucas Bonetto               |
| Honda TRX         | Al Désert                            | 288    | Frédéric Alard              |
| Honda TRX         | Maxxis Dakar Team powered by Super B | 255    | Mohammed Abu-Issa           |
| Honda TRX         | Maxxis Dakar Team powered by Super B | 269    | Kees Koolen                 |
| Can-Am Renegade   | Maxxis Dakar Team powered by Super B | 293    | Jan Bastiaan Nijen Twilhaar |
| Can-Am Renegade   | Mazzucco Can-Am Team                 | 258    | Daniel Mazzucco             |
| Can-Am Renegade   | Mazzucco Can-Am Team                 | 260    | Franco Picco                |
| Can-Am Renegade   | Mazzucco Can-Am Team                 | 280    | Lucas Innocente             |
| Can-Am Renegade   | Mazzucco Can-Am Team                 | 296    | Nicolas Robledo             |
| Can-Am Renegade   | Mazzucco Can-Am Team                 | 298    | Lucas Zaffi                 |
| Can-Am Outlander  | Mazzucco Can-Am Team                 | 285    | Romulo Airaldi              |

### Autos
| Auto                  | Équipe                                                                     | Numéro | Equipage                                    |
| --------------------- | -------------------------------------------------------------------------- | ------ | ------------------------------------------- |
| Mini All4 Racing      | X-Raid Team Van Loon Racing All4 Racing Team                               | 300    | Nasser Al-Attiyah / Matthieu Baumel         |
| Mini All4 Racing      | X-Raid Team Van Loon Racing All4 Racing Team                               | 304    | Nani Roma / Álex Haro Bravo                 |
| Mini All4 Racing      | X-Raid Team Van Loon Racing All4 Racing Team                               | 306    | Erik van Loon / Wouter Rosegaar             |
| Mini All4 Racing      | X-Raid Team Van Loon Racing All4 Racing Team                               | 310    | Orlando Terranova / Bernardo Graue          |
| Mini All4 Racing      | X-Raid Team Van Loon Racing All4 Racing Team                               | 313    | Boris Garafulic / Filipe Palmeiro           |
| Mini All4 Racing      | X-Raid Team Van Loon Racing All4 Racing Team                               | 315    | Mikko Hirvonen / Michel Perin               |
| Mini All4 Racing      | X-Raid Team Van Loon Racing All4 Racing Team                               | 323    | Harry Hunt / Andreas Schulz                 |
| Mini All4 Racing      | X-Raid Team Van Loon Racing All4 Racing Team                               | 325    | Adam Malysz / Xavier Panseri                |
| Mini All4 Racing      | X-Raid Team Van Loon Racing All4 Racing Team                               | 327    | Jakub Przygoński / Andrei Rudnitski         |
| Mini All4 Racing      | X-Raid Team Van Loon Racing All4 Racing Team                               | 331    | Stephan Schott / Holm Schmidt               |
| Mini All4 Racing      | X-Raid Team Van Loon Racing All4 Racing Team                               | 351    | Nazareno Lopez / Sergio Lafuente            |
| Mini All4 Racing      | X-Raid Team Van Loon Racing All4 Racing Team                               | 360    | Guo Meiling / Liao Min                      |
| Buggy                 | X-Raid Team Van Loon Racing All4 Racing Team                               | 324    | Guerlain Chicherit / Alexandre Winocq       |
| Toyota Hilux          | Overdrive Toyota Toyota Gazoo Racing South Africa G-Energy Team Orlen Team | 301    | Giniel de Villiers / Dirk Von Zitzewitz     |
| Toyota Hilux          | Overdrive Toyota Toyota Gazoo Racing South Africa G-Energy Team Orlen Team | 305    | Yazeed Al-Rajhi / Timo Gottschalk           |
| Toyota Hilux          | Overdrive Toyota Toyota Gazoo Racing South Africa G-Energy Team Orlen Team | 307    | Vladimir Vasilyev / Konstantin Zhiltsov     |
| Toyota Hilux          | Overdrive Toyota Toyota Gazoo Racing South Africa G-Energy Team Orlen Team | 311    | Bernhard ten Brinke / Tom Colsoul           |
| Toyota Hilux          | Overdrive Toyota Toyota Gazoo Racing South Africa G-Energy Team Orlen Team | 316    | Ronan Chabot / Gilles Pillot                |
| Toyota Hilux          | Overdrive Toyota Toyota Gazoo Racing South Africa G-Energy Team Orlen Team | 319    | Leeroy Poulter / Robert Howie               |
| Toyota Hilux          | Overdrive Toyota Toyota Gazoo Racing South Africa G-Energy Team Orlen Team | 322    | Marek Dabrowski / Jacek Czachor             |
| Toyota Hilux          | Overdrive Toyota Toyota Gazoo Racing South Africa G-Energy Team Orlen Team | 329    | Martin Prokop / Jan Tománek                 |
| Toyota Hilux          | General Financing - Autopaslauga by Pitlane                                | 333    | Benediktas Vanagas / Sebastian Rozwadowski  |
| Toyota Hilux          | RaidLynx                                                                   | 334    | Jérôme Pelichet / Eugenie Decre             |
| Toyota Hilux          | Team Azimut                                                                | 357    | Nunzio Coffaro / Daniel Meneses             |
| Toyota Hilux          | Team Azimut                                                                | 361    | Jose Desiderio Ferraz / Jose Antonio Villar |
| Toyota Hilux          | Edas Racing                                                                | 366    | Evaldas Juknevicius / Mindaugas Slapsys     |
| Toyota Hilux          | Team Sodicars Racing                                                       | 380    | He Zhitao / Kai Zhao                        |
| Buggy BV2             | Team Sodicars Racing                                                       | 335    | Eric Bernard / Alexandre Vigneau            |
| Toyota Hilux          | South Racing                                                               | 340    | Jerie Peter / Dale Moscatt                  |
| Toyota Hilux          | South Racing                                                               | 352    | Marco Bulacia / Ruben Garcia                |
| Ford Ranger           | South Racing                                                               | 320    | Xavier Pons / Ricardo Adrian Torlaschi      |
| Ford Ranger           | South Racing                                                               | 349    | Daniel Más Valdés / Juan Latrach Vinagre    |
| Peugeot 2008 DKR      | Team Peugeot Total                                                         | 302    | Stéphane Peterhansel / Jean-Paul Cottret    |
| Peugeot 2008 DKR      | Team Peugeot Total                                                         | 303    | Carlos Sainz / Lucas Cruz                   |
| Peugeot 2008 DKR      | Team Peugeot Total                                                         | 314    | Sébastien Loeb / Daniel Elena               |
| Peugeot 2008 DKR      | Team Peugeot Total                                                         | 321    | Cyril Despres / David Castera               |
| Peugeot 2008 DKR      | RD Limited                                                                 | 328    | Romain Dumas / François Borsotto            |
| Renault Duster        | Renault Duster Team                                                        | 308    | Christian Lavieille / Jean-Michel Polato    |
| Renault Duster        | Renault Duster Team                                                        | 317    | Emiliano Spataro / Benjamin Lozada          |
| Mitsubishi ASX Racing | Mitsubishi Petrobras                                                       | 309    | Carlos Sousa / Paulo Fiúza                  |
| Mitsubishi ASX Racing | Mitsubishi Petrobras                                                       | 318    | Guilherme Spinelli / Youssef Haddad         |
| Mitsubishi ASX Racing | Mitsubishi Petrobras                                                       | 384    | Jose Antonio Franciosi / Gustavo Gugelmin   |
| Gordini SC1           | Team Speed Energy                                                          | 312    | Robby Gordon / Kellon Walch                 |
| Gordini SC1           | Team Speed Energy                                                          | 337    | Sheldon Creed / Jonah Street                |
| Nissan Navarra        | Red-Line Nissan                                                            | 336    | Jurgen Schroder / Danïel Schroder           |
| Nissan Navarra        | Red-Line Nissan                                                            | 375    | Sean Basil Reitz / Riaan Greyling           |
| Century CR5           | Century Property Developments Racing                                       | 346    | Mark Corbett / Juan Mohr                    |
| Century CR5           | Century Property Developments Racing                                       | 378    | Colin Matthews / Rodney Burke               |
| Buggy Desert1         | FDS Racing                                                                 | 355    | Jean-Pascal Besson / Patrice Roissac        |
| Buggy Desert1         | FDS Racing                                                                 | 409    | Lionel Baud / Thierry Dezeiraud             |

### Camions
| Auto                | Équipe                      | Numéro | Equipage                                                        |
| ------------------- | --------------------------- | ------ | --------------------------------------------------------------- |
| Kamaz 4326          | Kamaz - Master              | 500    | Ayrat Mardeev / Aydar Belyaev / Dmitriy Svistunov               |
| Kamaz 4326          | Kamaz - Master              | 502    | Eduard Nikolaev / Evgeny Yakovlev / Vladimir Rybakov            |
| Kamaz 4326          | Kamaz - Master              | 504    | Andrey Karginov / Andrey Mokeev / Igor Leonov                   |
| Kamaz 4326          | Kamaz - Master              | 508    | Dmitry Sotnikov / Igor Devyatkin / Ruslan Akhmadeev             |
| Iveco Powerstar     | Team de Rooy Iveco          | 501    | Gerard de Rooy / Moises Torrallardona / Darek Rodewald          |
| Iveco Powerstar     | Team de Rooy Iveco          | 503    | Aleš Loprais / Ferran Marco Alcayna / Bernard der Kinderen      |
| Iveco Powerstar     | Team de Rooy Iveco          | 514    | Federico Villagra / Jorge Pérez Companc / Andres Memi           |
| Iveco Trakker       | Team de Rooy Iveco          | 516    | Ton van Genugten / Anton van Limpt / Peter van Eerd             |
| Iveco Trakker       | Team de Rooy Iveco          | 518    | Pep Vila / Xavi Colome / Marc Torres                            |
| Tatra 815           | Tatra Buggyra Racing        | 505    | Martin Kolomý / David Kilián / Rene Kilián                      |
| Tatra Phoenix       | Tatra Buggyra Racing        | 533    | Jaroslav Valtr / Josef Kalina / Jiří Stross                     |
| Tatra Phoenix       | Riwald Dakar Team           | 524    | Gert Huzink / Rob Buursen / Gerrit Schooneveld                  |
| Tatra 815           | Bonver Dakar Project        | 515    | Artur Ardavichus / Ignat Falkov / Filip Skrobanek               |
| Tatra Jamal T163    | Bonver Dakar Project        | 513    | Tomáš Vratný / Milan Holan / Jaroslav Miškolci                  |
| Tatra Jamal T163    | Bonver Dakar Project        | 521    | Albert Llovera / Charly Gotlib / Jaromír Martinec               |
| Man TGA             | Eurol / Veka Man Rally Team | 506    | Hans Stacey / Serge Bruynkens / Jan van der Vaet                |
| Man TGA             | Eurol / Veka Man Rally Team | 510    | Pieter Versluis / Marcel Pronk / Artur Klein                    |
| Man TGA             | Eurol / Veka Man Rally Team | 531    | Marcel Huigevoort / Coen Donkers / Frans van Zutven             |
| Man TGA             | RR Belgica                  | 517    | Steven Rotsaert / Dirk den Dooven / Joeri Christiaen            |
| Man TGA             | RR Belgica                  | 536    | Dave Ingels / Benny Raes / Benjamin Maillet                     |
| Maz 5309RR          | Maz - Sportauto             | 507    | Siarhei Viazovich / Pavel Haranin / Andrei Zhyhulin             |
| Maz 5309RR          | Maz - Sportauto             | 512    | Aleksandr Vasilevski / Valery Kazlouski / Anton Zaparoshchanka  |
| Maz 5309RR          | Maz - Sportauto             | 541    | Uladzimir Vasileuski / Dzmitry Vikhrenka / Aliaksei Neviarovich |
| Renault Trucks K520 | Mammoet Rallysport          | 509    | Martin van den Brink / Rijk Mouw / Peter Willemsen              |
| Renault Trucks K520 | Mammoet Rallysport          | 529    | Pascal de Baar / Martin Roesink / Wouter de Graaff              |
| Hino 500 Series     | Hino Team Sugawara          | 519    | Teruhito Sugawara / Hiroyuki Sugiura                            |
| Hino 500 Series     | Hino Team Sugawara          | 528    | Yoshimasa Sugawara / Mitsugu Takahashi                          |
| Ginaf X2222         | Ginaf Rally Service         | 520    | Jan Lammers / Emiel Megens / Erik Kofman                        |
| Ginaf X2222         | Ginaf Rally Service         | 542    | Aad van Velsen / Sebastiaan Haverkamp / Johannes Schotanus      |
| Liaz 111.154        | KM Racing Team              | 525    | Martin Macik / František Tomášek / Michal Mrkva                 |
| Daf CF 75           | Hoondert Staalbouw          | 526    | Adwin Hoondert / Wilko Hoefnagels / Jac Gillis                  |
| Scania Torpedo      | DakarSpeed                  | 537    | Maurik van den Heuvel / Wilko van Oort / Peter Kuijpers         |

## Vainqueurs d'étapes
| Étape    | Date            | Départ              | Arrivée             | Moto                                             | Auto                                             | Quad                                             | Camion                                           |
| -------- | --------------- | ------------------- | ------------------- | ------------------------------------------------ | ------------------------------------------------ | ------------------------------------------------ | ------------------------------------------------ |
| Prologue | sam. 2 janvier  | Buenos Aires        | Rosario             | Joan Barreda Bort (Honda)                        | Bernhard ten Brinke (Toyota)                     | Ignacio Casale (Yamaha)                          |                                                  |
| 1        | dim. 3 janvier  | Buenos Aires        | Villa Carlos Paz    | Annulée en raison des conditions météorologiques | Annulée en raison des conditions météorologiques | Annulée en raison des conditions météorologiques | Annulée en raison des conditions météorologiques |
| 2        | lun. 4 janvier  | Villa Carlos Paz    | Termas de Rio Hondo | Toby Price (KTM)                                 | Sébastien Loeb (Peugeot)                         | Ignacio Casale (Yamaha)                          | Hans Stacey (Man)                                |
| 3        | mar. 5 janvier  | Termas de Rio Hondo | Jujuy               | Kevin Benavídes (Honda)                          | Sébastien Loeb (Peugeot)                         | Brian Baragwanath (Yamaha)                       | Martin Kolomy (Tatra)                            |
| 4        | mer. 6 janvier  | Jujuy               | Jujuy               | Paulo Gonçalves (Honda)                          | Stéphane Peterhansel (Peugeot)                   | Alexis Hernández (Yamaha)                        | Gerard De Rooy (Iveco)                           |
| 5        | jeu. 7 janvier  | Jujuy               | Uyuni               | Toby Price (KTM)                                 | Sébastien Loeb (Peugeot)                         | Alexis Hernández (Yamaha)                        | Eduard Nikolaev (Kamaz)                          |
| 6        | ven. 8 janvier  | Uyuni               | Uyuni               | Toby Price (KTM)                                 | Stéphane Peterhansel (Peugeot)                   | Marcos Patronelli (Yamaha)                       | Hans Stacey (Man)                                |
| 7        | sam. 9 janvier  | Uyuni               | Salta               | Antoine Méo (KTM)                                | Carlos Sainz (Peugeot)                           | Lucas Bonetto (Honda)                            | Eduard Nikolaev (Kamaz)                          |
|          | dim. 10 janvier | Salta               | Jour de repos       | Jour de repos                                    | Jour de repos                                    | Jour de repos                                    | Jour de repos                                    |
| 8        | lun. 11 janvier | Salta               | Belén               | Toby Price (KTM)                                 | Nasser Al-Attiyah (Mini)                         | Marcos Patronelli (Yamaha)                       | Gerard De Rooy (Iveco)                           |
| 9        | mar. 12 janvier | Belén               | Belén               | Toby Price (KTM)                                 | Carlos Sainz (Peugeot)                           | Pablo Copetti (Yamaha)                           | Gerard De Rooy (Iveco)                           |
| 10       | mer. 13 janvier | Belén               | La Rioja            | Stefan Svitko (KTM)                              | Stéphane Peterhansel (Peugeot)                   | Brian Baragwanath (Yamaha)                       | Pascal de Baar (Renault)                         |
| 11       | jeu. 14 janvier | La Rioja            | San Juan            | Antoine Méo (KTM)                                | Nasser Al-Attiyah (Mini)                         | Alejandro Patronelli (Yamaha)                    | Eduard Nikolaev (Kamaz)                          |
| 12       | ven. 15 janvier | San Juan            | Villa Carlos Paz    | Hélder Rodrigues (Yamaha)                        | Mikko Hirvonen (Mini)                            | Marcos Patronelli (Yamaha)                       | Pieter Versluis (Man)                            |
| 13       | sam. 16 janvier | Villa Carlos Paz    | Rosario             | Pablo Quintanilla (Husqvarna)                    | Sébastien Loeb (Peugeot)                         | Brian Baragwanath (Yamaha)                       | Hans Stacey (Man)                                |

## Classements finaux

### Motos
| Pos. | Pilote             | Constructeur | Différence       | Commentaire                                                     |
| ---- | ------------------ | ------------ | ---------------- | --------------------------------------------------------------- |
| 1    | Toby Price         | KTM          | 48 h 09 min 15 s | Premier Australien et non-européen à remporter l'épreuve motos. |
| 2    | Stefan Svitko      | KTM          | +39 min 41 s     |                                                                 |
| 3    | Pablo Quintanilla  | Husqvarna    | +48 min 48 s     |                                                                 |
| 4    | Kevin Benavídes    | Honda        | +54 min 47 s     |                                                                 |
| 5    | Hélder Rodrigues   | Yamaha       | +55 min 44 s     |                                                                 |
| 6    | Adrien van Beveren | Yamaha       | +1 h 46 min 29 s |                                                                 |
| 7    | Antoine Méo        | KTM          | +1 h 56 min 47 s |                                                                 |
| 8    | Gerard Farrés      | KTM          | +2 h 01 min 00 s |                                                                 |
| 9    | Ricky Brabec       | Honda        | +2 h 11 min 27 s |                                                                 |
| 10   | Armand Monleón     | KTM          | +3 h 27 min 49 s |                                                                 |

### Autos
| Pos. | Pilote               | Copilote            | Constructeur | Différence       |
| ---- | -------------------- | ------------------- | ------------ | ---------------- |
| 1    | Stéphane Peterhansel | Jean-Paul Cottret   | Peugeot      | 45 h 22 min 10 s |
| 2    | Nasser Al-Attiyah    | Mathieu Baumel      | Mini         | +34 min 58 s     |
| 3    | Giniel de Villiers   | Dirk Von Zitzewitz  | Toyota       | +1 h 02 min 47 s |
| 4    | Mikko Hirvonen       | Michel Périn        | Mini         | +1 h 05 min 18 s |
| 5    | Leeroy Poulter       | Robert Howie        | Toyota       | +1 h 30 min 43 s |
| 6    | Nani Roma            | Álex Haro Bravo     | Mini         | +1 h 41 min 06 s |
| 7    | Cyril Despres        | David Castera       | Peugeot      | +1 h 49 min 04 s |
| 8    | Vladimir Vasilyev    | Konstantin Zhiltsov | Toyota       | +2 h 01 min 45 s |
| 9    | Sébastien Loeb       | Daniel Elena        | Peugeot      | +2 h 22 min 09 s |
| 10   | Harry Hunt           | Andreas Schulz      | Mini         | +3 h 11 min 30 s |

### Quads
| Pos. | Pilote               | Constructeur | Différence       |
| ---- | -------------------- | ------------ | ---------------- |
| 1    | Marcos Patronelli    | Yamaha       | 58 h 47 min 41 s |
| 2    | Alejandro Patronelli | Yamaha       | +5 min 23 s      |
| 3    | Brian Baragwanath    | Yamaha       | +1 h 41 min 53 s |
| 4    | Sergey Karyakin      | Yamaha       | +1 h 44 min 25 s |
| 5    | Jeremías González    | Yamaha       | +2 h 02 min 08 s |
| 6    | Nelson Sanabria      | Yamaha       | +4 h 17 min 59 s |
| 7    | Walter Nosiglia      | Honda        | +4 h 26 min 10 s |
| 8    | Alexis Hernández     | Yamaha       | +6 h 33 min 04 s |
| 9    | Sebastián Palma      | Yamaha       | +8 h 15 min 33 s |
| 10   | Santiago Hansen      | Yamaha       | +8 h 41 min 23 s |

### Camions
| Pos. | Pilote            | Copilote                            | Constructeur | Différence       |
| ---- | ----------------- | ----------------------------------- | ------------ | ---------------- |
| 1    | Gerard De Rooy    | Moises Tarrallardona Darek Rodewald | Iveco        | 44 h 42 min 03 s |
| 2    | Ayrat Mardeev     | Aydar Belayev Dmitri Svistunov      | Kamaz        | +1 h 10 min 27 s |
| 3    | Federico Villagra | Jorge Perez Companc Andres Memi     | Iveco        | +1 h 40 min 55 s |
| 4    | Hans Stacey       | Serge Bruynkens Jan van der Vaet    | MAN          | +2 h 23 min 01 s |
| 5    | Ton van Genugten  | Anton van Limpt Peter van Eerd      | Iveco        | +2 h 30 min 59 s |
| 6    | Pascal de Baar    | Martin Roesink Wouter de Graaf      | Renault      | +3 h 04 min 07 s |
| 7    | Eduard Nikolaev   | Yevgueni Yakovlev Vladimir Rybakov  | Kamaz        | +3 h 39 min 23 s |
| 8    | Jaroslav Vatr     | Josef Kalina Jíři Stross            | Tatra        | +3 h 54 min 30 s |
| 9    | Pieter Versluis   | Marcel Pronk Artur Klein            | MAN          | +3 h 57 min 52 s |
| 10   | Pep Vila          | Xavi Colome Marc Torres             | Iveco        | +4 h 55 min 04 s |

## Accidents
Le prologue est interrompu à la suite d'une sortie de route du véhicule de l'équipage chinois emmené par le pilote Guo Meiling, provoquant dix blessés dont trois graves.
Le 9 janvier, sur la route de l’étape 7, la voiture de Lionel Baud percute un homme de 63 ans isolé, mort sur le coup. Trois jours plus tard, un camion percute son camion d’assistance, ainsi que 5 autres voitures, tuant sur le coup un conducteur argentin.